# Løveapoteket i Arendal

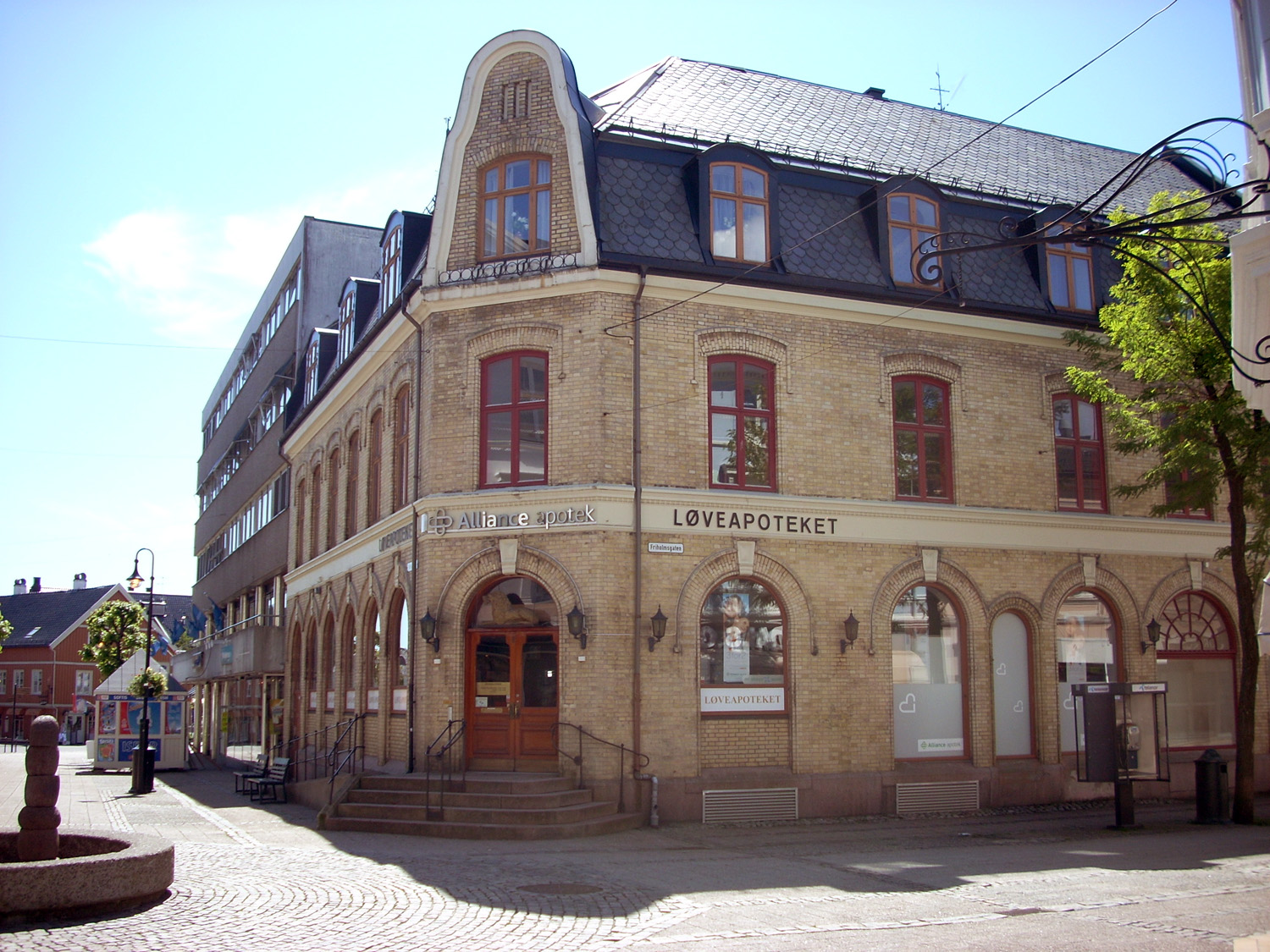
Løveapoteket i Arendal

Løveapoteket i Arendal är ett apotek i Arendals centrum med en över 300 år gammal historia och blev först anlagt som en «urtebod» eller «husapotek» på Thyholmen 1709 då det hade fått en kunglig licens 30 september samma år.

## Bildandet
30 mars 1709 sökte Peder Jespersen Gram (f. 1681) om tillstånd att öppna apotek i Arendal, och 30 september 1709, 14 år innan Arendal fick köpstadsrättigheter, öppnade Arendals första apotek. 
Apotekare Seydahl på Elefantapoteket i Kristiansand motsatte sig bildandet, då det inte var längre till Kristiansands apotek (7 mil) än det var mellan många andra städer i Norge, påpekade han. Han tyckte det var orimligt att Arendal skulle få eget apotek. I hela 30 år, från öppnandet 1709 fram till 1739, var apoteket i Arendal delvis underställt tillsyn av Elefantapoteket i Kristiansand.

## Historik
Apoteket låg först på nedre Tyholmen, och efter stadsbranden på 1860-talet bestämde apotekare Riis att apoteket skulle flyttas till Wøllners gård på Torvgaten. Detta skedde 1870. 

### Tollbodgaten/Friholmsgaten
1882 flyttade apoteket in i de nuvarande lokalerna på hörnet av Tollbodgaten och Friholmsgaten, och apoteket fick samtidigt namnet Løveapoteket, ett ganska vanligt apoteksnamn i Norge. 
1966 blev den ursprungliga interiören ombyggd och moderniserad och man kombinerade gamla inventarier med nya kopior av det i en modernare anläggning.
1982 blev det 1,3 meter långa bronslejonet över ingångsdörren stulet, och 1984 fick ett nytt lejon platsen, detta i glasfiber.

### Apotekskedja
Løveapoteket såldes på 2000-talet till Alliance Unichem som köpte upp norska apotek för att bilda en egen apotekskedja efter att en ny apoteklag trätt i kraft 2001. Alliance Unichem och engelska Boots fusionerades, och kedjan bytte namn til Alliance Boots. 
2009 förlängdes apoteket med sammanslagning med lokaler vägg i vägg och säljer också bandage och hälsoutrustning. Apoteket fick då namnet Alliance apotek Løven/Venkes Bandasje & Helseutstyr.

## Utvecklingen av apotek i Arendal
Fram till 2001 fanns det bara två apotek i Arendal, Svaneapoteket och Løveapoteket. Från 2009 finns det sju apotek i Arendal, inkluderat de två förstnämnda. 
Apotek i Arendal pr. 2009
- Arendals centrum – Løveapoteket / Alliance Boots (apoteket grundades 1709)
- Arendals centrum – Svaneapoteket / Apotek 1 (apoteket grundades 1869)
- Harebakken senter – Alliance Boots
- Saltrød senter – Apotek 1
- Maxis senteret – Vitusapotek
- Stoa Vest- Apotek 1
- Sørlandet Sykehus Arendal – Sykehusapotekene